# Alue Keutapang (Peudada)
Alue Keutapang is een bestuurslaag in het regentschap Bireuen van de provincie Atjeh, Indonesië. Alue Keutapang telt 265 inwoners (volkstelling 2010).